# 山口市コミュニティバス

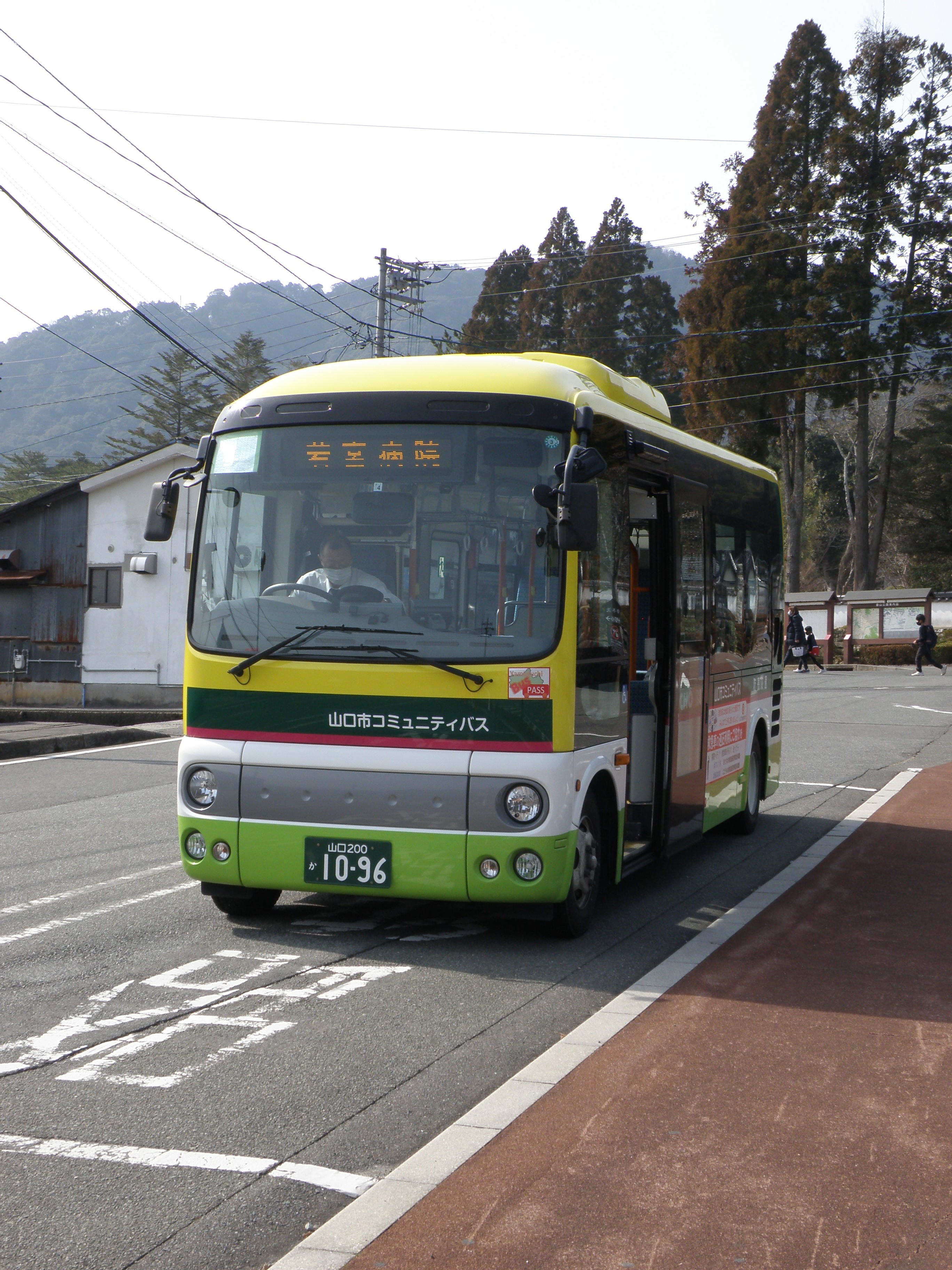
山口市コミュニティバスに充当される日野・ポンチョ（大内ルート・香山公園五重塔前）

山口市コミュニティバス（やまぐちしコミュニティバス）は、山口県山口市のコミュニティバス。
山口駅を起点に吉敷・湯田ルート、香山公園五重塔前を起点に大内ルートの2系統が運行している。かつては新山口駅を起点に川西ルートも運行されていた。各ルートとも運行は防長交通に委託されている。

## 運転区間
バス停名の前の数字は、バス停番号。

### 吉敷・湯田ルート
下の2系統が交互に30分おきに発車する。それぞれ一方向のみ運転。
東山通り・大橋まわり
0山口駅→1本圀寺→2どうもんパーク前→3中国電力・yab前→3-2商工会館前→3-3済生会病院前→3-4山口保育園前→5椹野公園前→6三和町市営AP前→7松美町→8山口コア学園入口→9湯田温泉駅前→10山口測候所前→11矢原町→12幸町→13大橋団地入口→14吉敷郵便局前→15上東→16県営住宅入口→17西光寺→18錦パークタウン→19西朝倉→20東朝倉→21済生会湯田温泉病院→21-2朝倉中央→22泉町→22-2元町→22-3湯田温泉6丁目→22-4下湯田→9湯田温泉駅前→（この間往路と同じ）→0山口駅
- 始発のバスは「15上東」発

旧道・朝倉まわり
0山口駅→1本圀寺→2どうもんパーク前→3中国電力・yab前→3-2商工会館前→3-3済生会病院前→29山口第二保育園入口→28中讃井→27電電泉都町AP前→26前町→25下市町→24今井町→22-4下湯田→22-3湯田温泉6丁目→22-2元町→22泉町→21-3稲葉団地入口→21-2朝倉中央→20東朝倉→21済生会湯田温泉病院→19西朝倉→18錦パークタウン→17西光寺→16県営住宅入口→15上東→14吉敷郵便局前→13大橋団地入口→12幸町→11矢原町→10山口測候所前→24今井町→（この間往路と同じ）→0山口駅
- 始発のバスは「21済生会湯田温泉病院」発

### 大内ルート
36-3若宮病院→36-2景好寺→36菅内団地→35-2菅内団地中→35菅内団地入口→34雇用促進住宅菅内宿舎前→(34-2真行→34-3仁平寺前→34-4菅内上→34-3仁平寺前→34-2真行)→37菅内幼稚園前→38沖の橋→39小野公民館入口→39-2小野→42新出橋→42-2大内南小前→40下矢田公民館入口→40-2下矢田→41アルク大内店→41-2まるき大内店前→41-3中村橋→43光輪保育園前→44問田工業団地前→45-2小京都南→45小京都ニュータウン→46-2小京都東→46問田公民館入口→47永代橋上→48永代橋下→49姫山団地上→50姫山団地下→51上下水道局前→52宮島町→53昭和町→0山口駅→54今市通り→55米屋町→56市役所前→57西京橋→58竪小路→59豊栄→60日赤病院西口→61野田→62八坂神社前→62-2伊勢大路→62-3県庁東門→62-4洞春寺→65香山公園五重塔前→64木町橋→63光台寺前→62八坂神社前→（この間往路と同じ）→36-3若宮病院
- 往路は「香山公園五重塔前」行き、復路は「若宮病院（菅内）行」として運転（香山公園五重塔前到着後、出発まで20分程度の停車時間がある）。
- 「34雇用促進住宅菅内宿舎前 - 34-4菅内上 - 37菅内幼稚園前」間は一部の便のみ経由。
- 「47永代橋上」は香山公園行きのみ停車。

### 川西ルート（廃止）
2008年9月30日限りで路線廃止。後継として宇部市交通局により新山口駅 - 阿知須駅 - 宇部新川駅間に嘉川駅前経由の路線バスが運行されているほか、佐山地区・阿知須地区に新たに乗合タクシー（コミュニティタクシー）が導入された。
36新山口駅 - 35アルク小郡店 - 34柏崎 - 33赤坂 - 32免地 - 31嘉泉荘入口 - 30中市公会堂 - 29嘉川郵便局前 - 28福岡 - 1嘉川駅前 - 2幸橋 - 2-2岡屋上 - 3岡屋 - 27深溝 - 4深溝西 - 4-2深溝公会堂 - 5深溝駅前 - 6なごみの家前 - 6-2寄江上 - 7寄江 - 8渚・新地消防器庫前 - 9新地 - 10新地樋門 - 11鳩岡入口 - 12渚 - 13遠波公会堂 - 13-2遠波 - 14周防佐山駅前 - 14-2下堤 - 15JA山口中央佐山支所前 - 16佐山保育園入口 - 17小路 - 18佐山ふれあい館前 - 19佐山ハビテーション入口 - 20佐山郵便局前 - 21本由良駅前 - 22須川前 - 22-2須川公会堂 - 23須川後 - 24佐山西 - 24-2河内神社前 - 25原条西 - 26今井 - 26-2今井東 - 27深溝 - （この間往路と同じ） - 36新山口駅
- 右回り・左回りの両方向運転。
- 新山口駅は北口（在来線口）発着。

## 運賃
全区間一律200円（中学生以上。小学生・福祉優待バス乗車証保有者・障害者は半額）。11枚綴り・23枚綴りの回数券、学割定期券あり（一般向けの定期券は発売されていない）。
山口県共通バスカードは使用不可だったが、2023年3月25日からICOCA（及び交通系ICカード）が利用可能となった。

## 車両
- 各ルートとも黄色一色に塗装された日野・リエッセ、三菱ふそう・ローザが用いられていた。（リエッセは防長交通周南営業所・萩営業所に転属し塗装を変更した上で一般路線バスとして運行されている）なお、川西ルートは同じく黄色一色のトヨタ・ハイエースで運行していた。
- 現在では防長交通の他の小型バスと同じ塗装の日野・ポンチョと日野・リエッセII が用いられている。

## その他
- 運行開始当時は未就学児を除く誰でもが一律100円であったが、タクシー事業者からの要望や採算面の問題から2004年10月1日に運賃の見直しが行われ、均一運賃のまま運賃体系が細分化された。山口市内を走行する一般路線バスは最低運賃170円の距離制運賃を採用しているため、運賃見直しの結果、乗車区間によってはコミュニティバスの方が運賃が高いケースも発生している。
- バス降車時に乗車証明書をもらい、中心商店街で2000円以上の買い物をすると、共通駐車サービス券と交換することができる。その券1枚で100円として乗車することも出来る。200円運賃適用者が2枚同時に使うことも可。
- 『吉敷・湯田ルート』と『大内ルート』は0山口駅で乗り継ぎが可。乗継前のバス降車時に乗務員に申し出れば、当日限り有効の乗継乗車券が発行される。この券により、200円運賃適応者の乗継後の運賃が100円引となる。
- 川西ルートでは廃止前まで下水道整備などの工事に伴い、ルート上にある道路の一部区間が通行止めになる事が多く、バスの迂回運行や、停留所の休止や臨時移動などが頻繁に実施されていた。

## ギャラリー

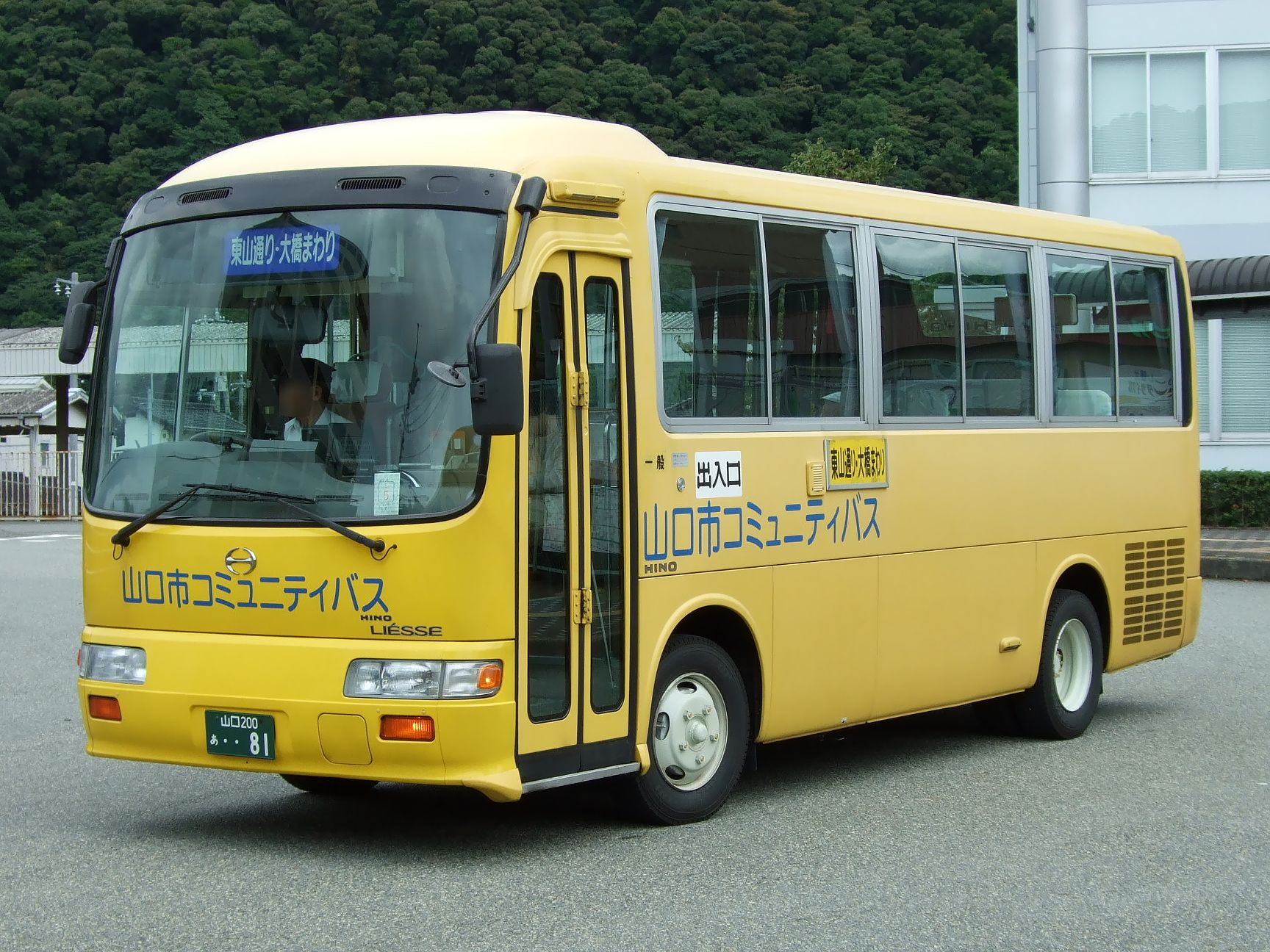
吉敷・湯田ルート、大内ルートで使用されていた日野・リエッセ（この車両は現在防長交通周南営業所にて塗装を白ベースに塗り替え一般路線バスとして運行されている）
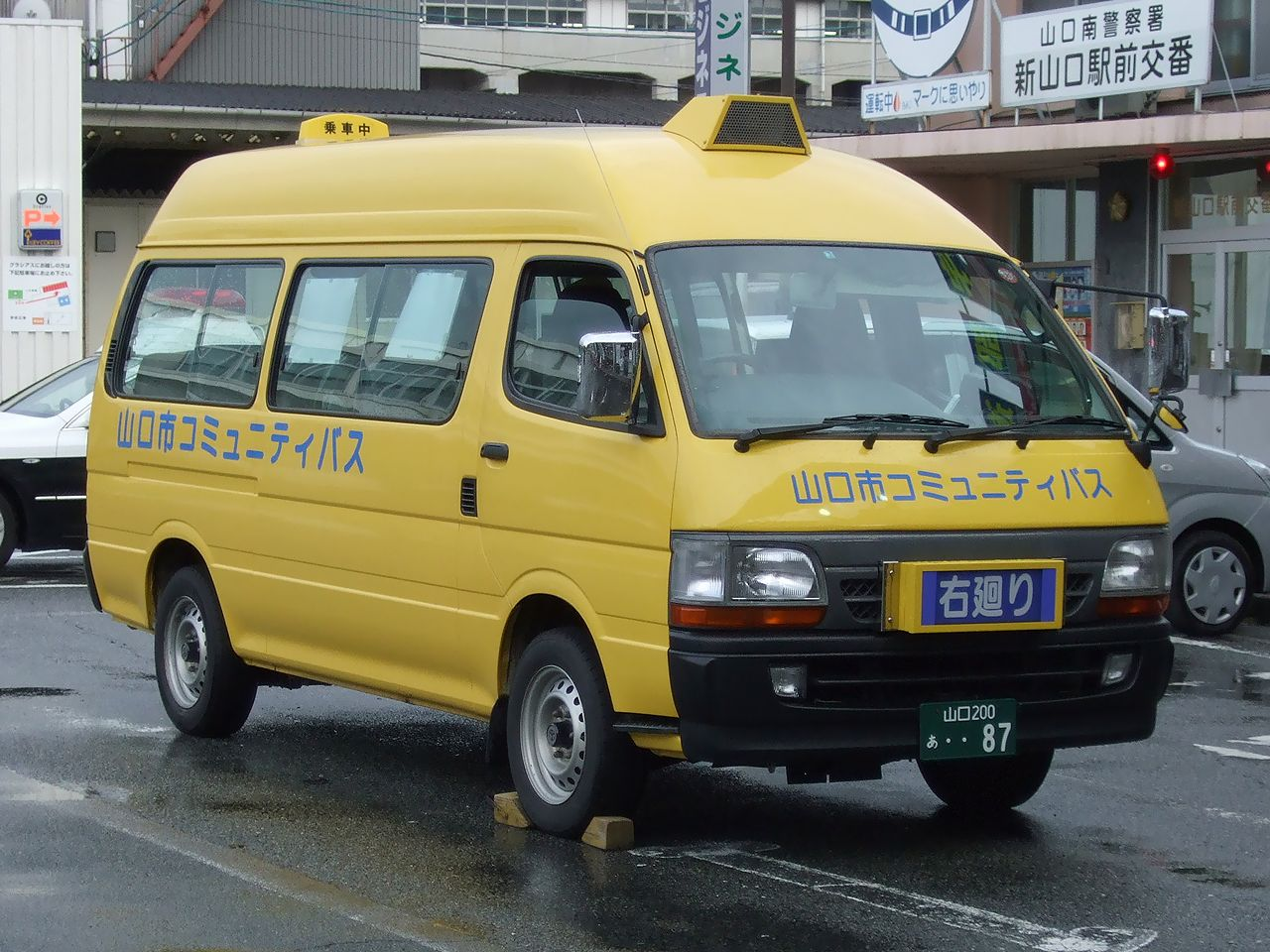
川西ルートで使用されていたトヨタ・ハイエース